# Стефан Скріггінс
Стефан Скріггінс (англ. Stefan Scriggins, 17 квітня 1970) — австралійський професійний боксер, призер чемпіонату світу серед аматорів.

## Аматорська кар'єра
На Іграх Співдружності 1990 завоював бронзову медаль.
На чемпіонаті світу 1991 завоював бронзову медаль.
- В 1/16 фіналу переміг Мін Нам Хьон (Північна Корея) — 19-17
- В 1/8 фіналу переміг Біллі Волша (Ірландія) — 16-6
- У чвертьфіналі переміг Сезара Аугусто Рамоса (Домініканська Республіка) — 17-10
- У півфіналі програв Хуану Ернандес Сьєрра (Куба) — RSC 2

На Олімпійських іграх 1992 програв в другому бою Анібалу Асеведо (Пуерто-Рико).

## Професіональна кар'єра
Дебютував на профірингу 1992 року. За весь час провів 19 боїв, в яких здобув 13 перемог і зазнав 6 поразок.